# 友野一希
友野 一希（ともの かずき、英語: Kazuki Tomono、1998年5月15日 - ）は、日本のフィギュアスケート選手（男子シングル）。大阪府堺市出身。同志社大学スポーツ健康科学部卒業。第一住建グループ所属。
主な競技成績は、2023年世界選手権6位、2022年世界選手権6位、2018年世界選手権5位、2022年四大陸選手権2位、2022年フランスグランプリ3位、2021年ロステレコム杯3位、2018年ロステレコム杯3位、2022年全日本選手権3位、2016年全日本ジュニア選手権優勝、2016年ジュニアグランプリシリーズリュブリャナ杯3位など。

## 人物
堺市立陵南中学校、浪速高等学校卒業。2017年4月同志社大学スポーツ健康科学部に入学。2021年3月、同大学を卒業。大学卒業に伴い、アスリートサポート契約を締結していたセントラルスポーツ所属となったが、2022年7月、セントラルスポーツとの所属契約を期間満了で終了すると発表した。現在は、新たな所属先を探しつつ、地元・堺市に拠点を置く泉州工機株式会社のサポートを受けている。また、2023年3月には、大阪府堺市に拠点を置く株式会社HDフラワーホールディングスとスポンサー契約を締結したことを発表。2023年10月には、大阪府大阪市に拠点を置く第一住建グループとパートナー契約を締結したことを発表した。
目標としている選手は、トリノ・バンクーバー・ソチと三大会連続オリンピック出場で、バンクーバーオリンピック銅メダル・2010年世界選手権金メダルの髙橋大輔と、ソチオリンピック代表で2014年世界選手権銀メダルの町田樹。特に髙橋を憧れの選手として挙げている。また、一度会ってみたい憧れの選手として、4回の世界王者に輝いたカナダのカート・ブラウニングを挙げいる。
4歳の時、フィギュアスケートをしていた母の影響もあり、近所にあった上野芝スケートリンクにてスケートを始める。ジュニア時代を、町田樹らとともに大阪府立臨海スポーツセンターで過ごし、厳しい指導で知られる平池大人コーチのもとで練習を積む。
臨海スポーツセンター時代のリンクメイトには、現在女優として活躍している小芝風花がおり、小芝も友野と同じ平池大人コーチに師事していた。小芝が世界国別対抗戦のテレビ放送にゲスト出演した際、10年以上振りの再会となった。現在は、浪速スポーツセンターを拠点として練習をしている。
同志社大学在学中は、スポーツに関するトレーニング方法や、心理学・栄養学を学んでいた。大阪市内のスケートリンクで朝7時半から9時15分まで練習を行った後、電車で1時間半をかけて京都にある大学へ通学しており、夜は練習場まで再び移動してから、2時間に及ぶ練習を行っていた。
2018年12月、浪速スポーツセンターの運営を受託しているセントラルスポーツと、アスリートサポート契約を締結したことを発表した。その後、大学卒業に伴いセントラルスポーツ所属となったが、現在はフィジカルトレーニング施設提供等のサポートを受けている。その後の所属先が決定するまでの期間は、高校入学まで所属していた上野芝スケートクラブを所属とすることを発表。すでにスケートリンクは閉鎖されているが、友野が現役でいる間はクラブを継続することになっており、友野自身も恩返しをしたいと語っている。
ジュニア時代はジャンプが苦手であり、3回転-3回転のコンビネーションジャンプや、3回転アクセルを習得するまでに時間を要した。ジュニアグランプリシリーズの選考会でも三回落選をしており、結果が出るまでは苦労をしている。
世界を意識するきっかけとなった試合として、ライバルかつ親友である山本草太の故障欠場により、急遽出場となった2016年世界ジュニア選手権を挙げている。世界レベルの選手を目の当たりにしたことで、世界に通用する選手とは何かを理解し、練習に対する意識が変わったと語っている。
5位入賞と躍進のきっかけとなった世界選手権後、日本代表のプレッシャーによりマイナスな発言が多かったが、世界選手権5位の成績に見合った演技を自らに課してしまい、本来の演技が出来なかったと語っている。友野を指導する平池大人コーチは、ジュニア時代にもジャンプの習得に時間を要したように「彼はいきなりは変わらない、一歩一歩の子」と評している。
世界ジュニア選手権や、グランプリシリーズ初出場となったグランプリシリーズNHK杯、世界選手権等、急遽補欠からの繰り上げ出場が多く、本人も「補欠から、突然出場するのは慣れている」とも語っている。宇野昌磨の出場辞退でチャンスを得た四大陸選手権についても、「補欠の一番手に選ばれた時点で、出場するつもりでいた」と語っている。2022年世界選手権も2018年世界選手権同様に補欠二番手からの繰り上げ出場であり、補欠からの代替出場でも好成績を残し続けることから、SNS上ではファンから”代打の神様”とも呼ばれている。これに対して友野は「最高の褒め言葉ですよ。阪神ファンなので」と答え、かつて”代打の神様”と呼ばれていた阪神タイガースの桧山進次郎を連想させるこの愛称を好印象だと明かしている。
ラーメン好きを公言しており、自身のインスタグラムでも多数のラーメンを投稿している。5位入賞した2018年世界選手権の帰国の際にも、恋しい日本食としてラーメンを挙げている。2023年世界選手権の試合後は反省会と称して、臨海スポーツセンターのリンクメイト時代からの付き合いである山本草太とラーメン二郎に出向いおり、『疲れた体に脂を注入』と語っていた友野に対し、初めてのラーメン二郎であった山本は、『胃もたれでした』と感想を述べている。
ABCテレビの朝の情報番組『おはようコールABC』にて度々取り上げられており、フィギュアスケート以外でも、友野と同様にラーメン好きなMC横山太一がラーメンを紹介するコーナー『横山太一の麺馬鹿』にもゲスト出演することがあった。番組と横山太一アナウンサーから「おはようコールファミリー」と紹介されていた。
SNS上でファンからカワウソに似ていると言われており、ファンからプレゼントされたカワウソのぬいぐるみを自身のSNSに投稿するなど、友野本人もカワウソに似ていることを自認している。2022年世界選手権の大会マスコットがカワウソをモチーフとしており、代替出場が決定する前にはカワウソが大会マスコットであることを知ると「もったいない、世界選手権に出たかった」と思っていたことを明かしている。
フィギュアスケート界きってのサウナ好きとして知られており、週2回〜3回は通っているという。同じくサウナ仲間の山本草太を筆頭に、ほか後輩の山隈太一朗や島田高志郎らと一緒に行くことがある。友野本人のサウナの流儀としては、『いかに水風呂に気持ち良く入るか』であると語っている。
サウナ雑誌のWEB版である「SAUNA BROS.WEB」に「スケートときどきサウナ」というタイトルで連載を持っている。
趣味に古着屋巡りや靴磨きを挙げるなど、ファッショニスタでもある。もっぱらSNSより情報収集をしており、ブランドやショップのアカウントをチェックしていると語っている。ファッション誌での連載も持っており、複数のファッション誌にてインタビューにも応じている。

## 経歴

### ノービス時代

#### 2008-09シーズン
近畿選手権ノービスBクラスで2位になり、第12回全日本フィギュアスケートノービス選手権に出場。全日本フィギュアスケートノービス選手権ではBクラスで6位に入る。

#### 2009-10シーズン
近畿選手権ノービスAクラスで3位となり、第13回全日本フィギュアスケートノービス選手権Aクラスで13位。

#### 2010-11シーズン
近畿選手権ノービスAクラスで3位、全日本フィギュアスケートノービス選手権Aクラスで3位入賞となり、全日本ジュニア選手権出場を決める。初出場となった全日本ジュニア選手権では15位となる。

### ジュニア時代

#### 2011-12シーズン
2011年アジアフィギュア杯のジュニアクラスで7位となる。
近畿選手権ジュニアクラスで2位に入り、西日本ジュニア選手権大会に進出、7位に入り全日本ジュニア選手権出場を決めた。
全日本ジュニア選手権では9位となる。

#### 2012-13シーズン
近畿選手権ジュニアクラスでは、昨年に続き2位。西日本ジュニア選手権では4位に入り、全日本ジュニア選手権で10位となる。

#### 2013-14シーズン
近畿選手権ジュニアクラスで初優勝を飾り、西日本ジュニア選手権では5位に入る。
全日本ジュニア選手権で6位に入り、全日本フィギュアスケート選手権の出場を決めた。
初出場となった全日本選手権では、ショートプログラム20位でフリースケーティングに進出、フリースケーティングで17位となり、総合で20位となった。
2014年チャレンジカップのジュニアクラスで2位入賞する。

#### 2014-15シーズン
近畿選手権大会ジュニアクラスでは4位、西日本ジュニア選手権では3位となる。
全日本ジュニア選手権で4位。
全日本選手権では、ショートプログラムで20位、フリースケーティングで18位、トータルでも18位に終わる。
2015年プランタン杯のジュニアクラスで2位入賞。

#### 2015-16シーズン
ISUジュニアグランプリシリーズの選考会を通過し、日本スケート連盟の強化指定選手に選ばれる。
初参戦となったジュニアグランプリシリーズリガ杯では、ショートプログラムにて3回転アクセルを着氷するものの、コンビネーションジャンプのセカンドジャンプが回転不足となり転倒、3回転フリップが1回転となるなどミスが重なり11位スタートとなる。フリースケーティングでは、演技冒頭で4回転サルコウに挑戦するも、回転不足となり転倒、続く3回転アクセルも両足着氷となるなどジャンプでのミスが目立ち13位、トータルでも13位とほろ苦いジュニアグランプリシリーズデビューとなった。

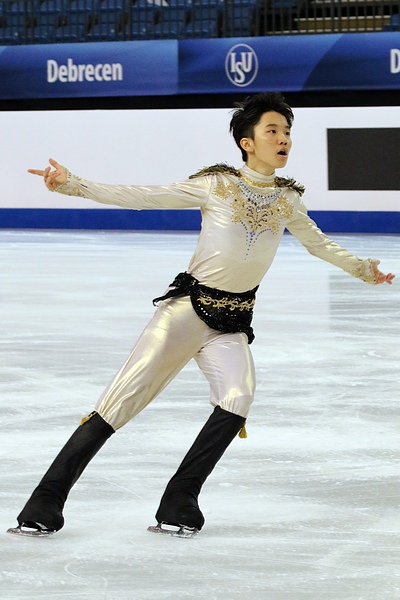
2016年世界ジュニア選手権

全日本ジュニア選手権では、ショートプログラムにてコンビネーションジャンプにミスが出るものの3位スタート、フリースケーティングでは4回転サルコウを着氷させるなど3位となり、トータルでは山本草太に次いで2位に入賞する。
全日本選手権では、ショートプログラムで全てのジャンプを着氷させ12位、フリースケーティングではジャンプにミスが重なりスピンでバランスを崩すなど演技をまとめきれず17位、トータル16位となる。

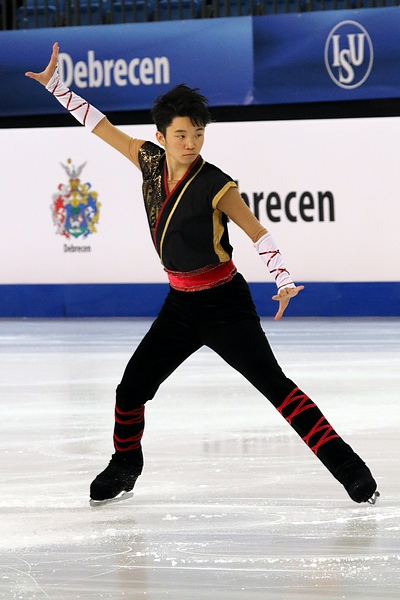
2016年世界ジュニア選手権

世界ジュニア選手権で日本男子シングルは3つの出場枠があったが、エントリーしていた山本草太が出発直前の練習で右足首の骨折により辞退したため、急遽出場することになった。
代役として出場した世界ジュニア選手権では、ショートプログラムにて、冒頭の3回転アクセルを成功。コンビネーションジャンプの3回転ルッツでエッジエラーを取られたものの、その後の3回転フリップを成功。自己ベストを更新して20位でフリースケーティングへ進出。
フリースケーティングでは、冒頭の4回転サルコウが2回転となり、続く3回転アクセルの着氷が乱れるが、3回転アクセル-3回転トウループのコンビネーションジャンプを決めるなど演技をまとめて、フリースケーティングでも自己ベストを更新し12位。トータルでも自己ベストを更新し15位となる。

#### 2016-17シーズン
ジュニアグランプリシリーズ参戦二年目のジュニアグランプリシリーズ横浜では、ショートプログラムでジャンプの着氷が乱れるなど細かいミスはあったものの、自己ベストを更新して6位。フリースケーティングでは、4回転サルコウや3回転アクセルを着氷させるなど自己ベストを大きく更新し3位に入り、自身初の200点越えを記録してトータル4位となる。
続くジュニアグランプリシリーズリュブリャナ杯では、ショートプログラムで3回転アクセルを成功させるなど全てのジャンプを着氷、自己ベストを更新して5位スタート。フリースケーティングでは、ジャンプの着氷が乱れるなど細かなミスはあったものの演技をまとめて3位となり、トータルでも3位と国際スケート連盟（ISU）主催の公式大会で初の表彰台に立った。
全日本ジュニア選手権では、ショートプログラムで全てのジャンプを成功させて首位スタート、フリースケーティングでは4回転サルコウの着氷が乱れたものの、その後のジャンプを着氷させて1位。全日本ジュニア選手権初優勝を果たし、二季連続の世界ジュニア選手権への出場を決めた。
全日本選手権では、ショートプログラムで演技後半の3回転アクセルを加点付きで成功させて、6位スタート。最終グループでの演技となったフリースケーティングで4回転サルコウを加点付きで決めるなどし、出場したジュニア選手では最高の5位となった。
ながの銀嶺国体のフィギュア少年男子およびインターハイでは優勝を果たす。
世界ジュニア選手権では、ショートプログラムにて3回転フリップ-3回転トウループのコンビネーションジャンプと単独の3回転ループを成功するも、演技後半の3回転アクセルで転倒するなどして14位と出遅れる。
フリースケーティングでは、冒頭の4回転サルコウで手をついてしまい回転不足となり、続く3回転アクセル-3回転トウループのコンビネーションジャンプのセカンドジャンプで着氷が乱れる。その後は、三連続のコンビネーションジャンプを成功させるなどまとめた演技を見せて7位となり、総合では9位となった。

### シニア移行後

#### 2017-18シーズン
シニア初戦となるチャレンジャーシリーズUSインターナショナルクラシックでは、フリースケーティング冒頭の4回転サルコウで転倒するも、その後の3回転アクセルなどジャンプをまとめ躍動感のある動きで会場を沸かし、ショートプログラム・フリースケーティングともに自己ベストを更新し総合5位となった。
グランプリシリーズ初戦にあたるNHK杯には、出場予定だった村上大介が病気で欠場となり友野が代打出場、ショートプログラムで3回転アクセルを決めるなど自己ベストを更新し6位発進となる。フリースケーティングでは二本目の4回転サルコウで転倒するものの、最後まで集中を切らすことなく演技をまとめた。フリースケーティングでの自己ベスト更新とはならず順位を落としたものの、合計ポイントで自己ベストを更新し7位となった。

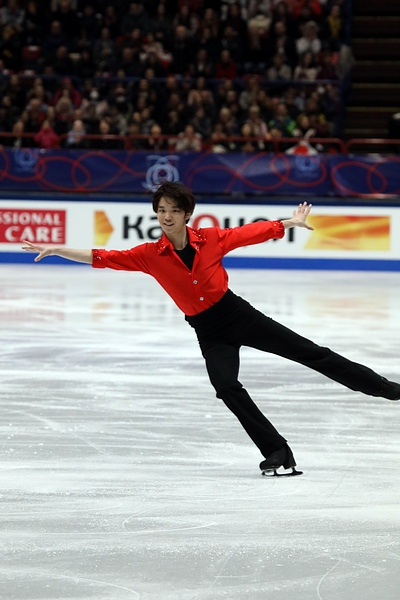
2018年世界選手権5位

全日本選手権では、ショートプログラムにて冒頭の4回転サルコウの着氷が乱れ、5位スタートとなる。フリースケーティングでは4回転サルコウ-2回転トウループのコンビネーションジャンプを成功させるも、二本目の4回転サルコウが2回転になる失敗、その後のジャンプを着氷させるも、フリースケーティングでの得点は153.05点に留まり、合計231.21点の4位。自己最高位となるも平昌オリンピックへの出場は叶わなかった。

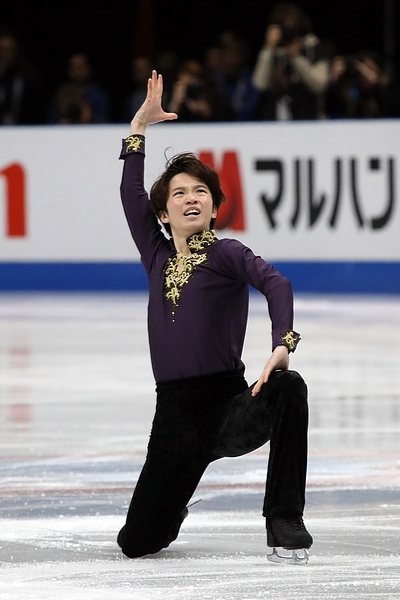
2018年世界選手権5位

世界選手権は補欠二番手だったが、代表に選出されていた羽生結弦が右足首の怪我のため欠場、補欠一番手の無良崇人も出場辞退（のち引退）を発表し、繰り上げで初の世界選手権出場が決まった。
世界選手権では、ショートプログラムで全てのジャンプを成功させ、スピン全てでレベル4を獲得、自己ベストを更新し11位につける
。フリースケーティングでは冒頭の4回転サルコウ-2回転トウループで着氷が乱れたものの、続く4回転サルコウと3回転アクセル-3回転トウループをGOE1点以上の加点付きで成功、演技後半の3回転アクセルからの三連続のコンビネーションジャンプを決めるなど演技をまとめ、自己ベストを大きく更新。トータル256.11点獲得で5位入賞と大健闘し、翌年の世界選手権の出場枠「3」獲得に大きく貢献した。また、世界選手権の成績により、グランプリシリーズ二大会の出場資格を獲得したため、特別強化選手に指定された。

#### 2018-19シーズン
シーズン初戦は、チャレンジャーシリーズロンバルディア杯に出場。ショートプログラムでは、冒頭の4回転サルコウを着氷するも、3回転フリップで転倒。3回転アクセルはGOE2点以上の加点で成功し、スピンとステップでレベル4を揃えたものの、コンビネーションジャンプの失敗が響き、75.47点で5位スタートとなる。
フリースケーティングでは、冒頭の4回転サルコウは回転不足となり転倒、二回目の4回転サルコウも2回転となり、三連続のコンビネーションジャンプでも3回転サルコウが2回転となるなどジャンプでのミスが続き、演技後半のコンビネーションジャンプ二本を着氷させるも得点は伸ばせず141.27点で5位、トータル216.74点で5位となった。

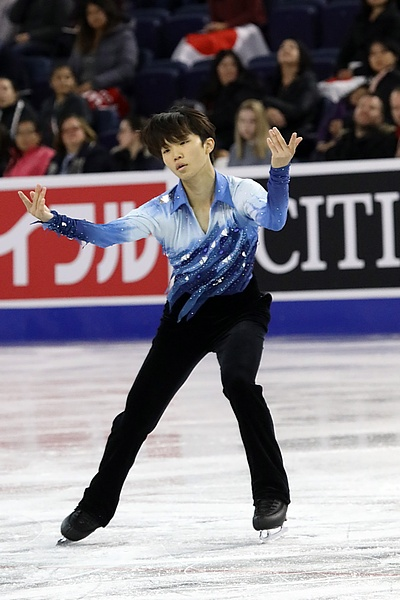
2018年スケートカナダでの友野一希

グランプリシリーズ初戦は、第二戦のスケートカナダに出場。ショートプログラムでは、4回転サルコウを成功、続く3回転フリップ-3回転トウループの連続ジャンプも加点付きで成功させるも、演技後半の3回転アクセルの着氷で手をつくミスがあり、スピン・ステップでも精彩を欠き、81.63点で9位となる。
フリースケーティングでは、4回転サルコウの着氷でバランスを崩し、続く4回転サルコウも回転不足で転倒。3回転アクセルからの三連続ジャンプは着氷するも、演技後半の3回転アクセルで着氷に失敗、3回転フリップに3回転トウループをつけてリカバリーをするも、冒頭2回の4回転ジャンプを決めることが出来ず、フリースケーティングでは139.20点に留まり10位、トータル9位となった。

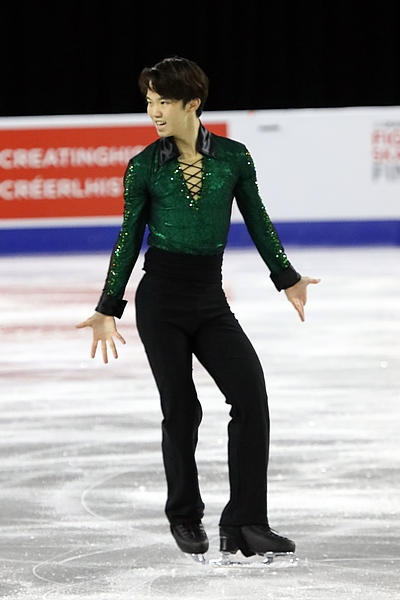
2018年スケートカナダでの友野一希

グランプリシリーズ二戦目のロステレコム杯では、ショートプログラムにて冒頭の4回転サルコウは回転不足を取られるも着氷、続く3回転フリップ-3回転トウループのコンビネーションジャンプと、GOE2点以上の加点付きで3回転アクセルを成功させるなど、ルール改正後の自己ベストとなる82.26点を獲得して4位につける。
フリースケーティングでは、4回転サルコウ-2回転トウループで着氷が乱れたが、続く単独の4回転サルコウを成功、3回転アクセルからの三連続ジャンプへと繋げた。ジャンプでの回転不足はあったものの、スピンは全てでレベル4を獲得、フリースケーティングでもルール改正後の自己ベストを更新して3位、トータルでも238.73点獲得と3位に入り、グランプリシリーズ初の表彰台となった。
世界選手権の出場を賭けた全日本選手権では、ショートプログラムで冒頭の4回転サルコウの軸が斜めに傾き回転不足となり転倒、3回転フリップ-3回転トウループのコンビネーションジャンプと3回転アクセルを着氷させるも、スピンでのレベルの取りこぼしもあり、73.93点で7位と出遅れる。
巻き返しを期して臨んだフリースケーティングでは、冒頭の4回転サルコウ-2回転トウループをGOE2点以上の加点で成功させるも、続く単独の4回転サルコウが回転不足となり転倒、演技中盤のステップシークエンスで盛り上げるも、演技後半の3回転アクセルでステップアウト、3回転フリップからの連続ジャンプで着氷が詰まり、セカンドジャンプが回転不足になる等のミスが出る。得点は154.37点でフリースケーティング3位と追い上げたが、ショートプログラムの出遅れが響き、トータルスコア227.46点で4位と、二年連続で表彰台に届かなかった。
全日本選手権の成績により、四大陸選手権と第29回ユニバーシアード冬季競技大会の代表に選出。
初出場となった四大陸選手権では、直前の公式練習で得点源となる4回転サルコウを含むジャンプ全てを着氷。
自信をもって臨んだショートプログラムでは、冒頭の4回転サルコウは着氷させるも回転不足となり減点、3回転フリップで転倒しコンビネーションジャンプに繋げられず、ステップとスピンではレベル4を獲得するも得点を伸ばせず、 74.16点で12位と出遅れる。
フリースケーティングでは、最初のジャンプである4回転サルコウで転倒、続く4回転サルコウが2回転となる。3回転アクセルからの三連続ジャンプは加点付きで成功させるも、演技後半の3回転アクセルが1回転となり、3回転フリップ-3回転トウループのコンビネーションジャンプのセカンドジャンプで両足着氷、3回転ルッツからのコンビネーションジャンプでもエッジエラーとなるなどジャンプ7本中4本でミスとなる。ステップシークエンスでは会場を盛り上げたが、得点は自己ベストを20点以上下回る132.25点で12位。トータル206.41点で12位と順位を伸ばせなかった。
ユニバーシアードでは、ショートプログラムにて4回転サルコウで着氷が乱れて手をつき、回転不足の判定を受ける。3回転フリップからのコンビネーションジャンプと3回転アクセルを成功させるも 81.16点の7位と出遅れた。
フリースケーティングでは、冒頭の4回転サルコウから2回転トウループのコンビネーションに繋げたものの着氷が乱れ、単独の4回転サルコウでも着氷が乱れて手をついてしまう。3回転アクセルからの三連続のコンビネーションジャンプは着氷するが、演技後半の3回転アクセルが1回転となるなどジャンプにミスがあり得点を伸ばせず、151.75点で6位。トータルスコア232.91点獲得で6位となった。

#### 2019-20シーズン
シーズン初戦は、チャレンジャーシリーズロンバルディア杯に出場。ショートプログラムでは、今シーズンよりプログラムに導入した4回転トウループで転倒、続くコンビネーションジャンプでは4回転サルコウで着氷が乱れ、3回転アクセルでも転倒。スピンとステップではレベル4を揃えるも、ジャンプでの2度の転倒が響き、61.69点で11位となる。
フリースケーティングでは、冒頭の4回転トウループでステップアウト、続く4回転サルコウ-2回転トウループを加点付きで成功させるも、3回転アクセルが1回転半となり、3回転ループの着氷が乱れるなど、前半のジャンプでミスが目立ち、後半の3回転アクセルからのコンビネーションジャンプや三連続のコンビネーションジャンプを着氷させるも、141.39点で6位。トータル203.08点で7位となった。

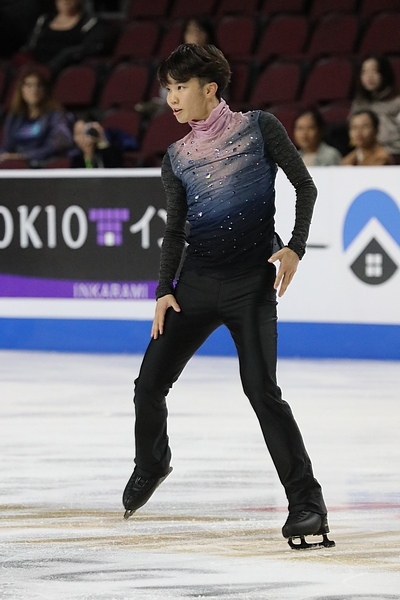
2019年スケートアメリカでの友野一希

グランプリシリーズ初戦は、開幕戦のスケートアメリカに出場。ショートプログラムでは、冒頭の4回転トウループの着氷の際に左足を着いてしまい、コンビネーションジャンプと認定されず減点、続く4回転サルコウは堪えて着氷、3回転アクセルを成功させて、課題であったステップでレベル4を獲得するものの、コンビネーションジャンプの失敗が響き得点を伸ばせず、75.01点で8位スタートとなった。
フリースケーティングでは、演技冒頭の4回転トウループ-3回転トウループの連続ジャンプを成功させるも、続く4回転サルコウで着氷が乱れ転倒、コンビネーションジャンプの予定であった3回転アクセルでも着氷が乱れる。演技後半の3回転アクセルに3回転トウループをつけてリカバリー、三連続ジャンプでは3回転サルコウが2回転になるなどの細かいミスはあったものの、ステップと全てのスピンでレベル4を獲得するなど演技をまとめ、得点はフリー4位の154.71点。トータル229.72点獲得で5位となる。ショートプログラム上位選手の得点が伸びなかったこともあり順位を上げた。

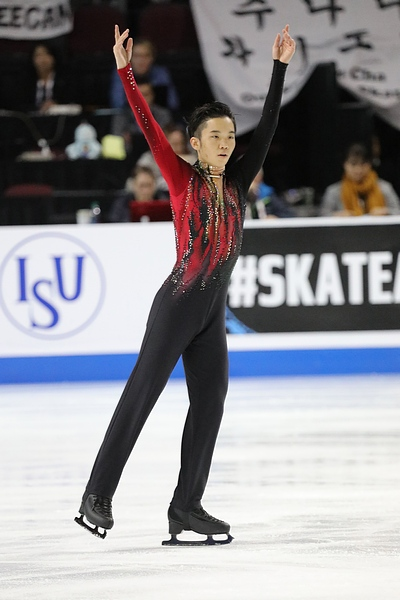
2019年スケートアメリカでの友野一希

グランプリシリーズ二戦目は、ロステレコム杯に出場。ショートプログラムでは、冒頭の4回転トウループで転倒、続く4回転サルコウ-3回転トウループは着氷するも、セカンドジャンプが回転不足の判定を取られる。演技後半の3回転アクセルを加点2点以上で成功、ステップでレベル4を獲得し、今シーズン初めて80点超えの80.98点を獲得するも、7位スタートとなる。
フリースケーティングでは、4回転トウループ-2回転トウループを成功させるも、続く4回転サルコウは回転が解けてしまい2回転となる。演技後半での三連続ジャンプで最後のジャンプが2回転となり、3回転フリップが2回転となるなどジャンプでのミスはあったものの、ステップではレベル4を獲得するなど演技をまとめて、156.56点獲得で自己ベストを更新して7位。トータル237.54点獲得で8位となった。
世界選手権の出場をかけた全日本選手権では、ショートプログラムにて冒頭の4回転トウループ-3回転トウループのコンビネーションジャンプのセカンドジャンプが両足着氷となり回転不足の判定を受ける。続く4回転サルコウは回転が抜けてしまい2回転となる。演技後半の3回転アクセルは着氷させるも、スピンでのレベルの取りこぼしもあり、73.06点獲得で11位と大きく出遅れる。フリースケーティングでは、冒頭の4回転トウループ-3回転トウループのコンビネーションジャンプを成功、続く4回転サルコウも成功させると、3回転アクセル-3回転トウループのコンビネーションジャンプも成功させる。3回転ループと三連続ジャンプの3回転サルコウの2本で2回転となるミスはあったものの、国際スケート連盟非公認ながら自己ベストを上回る、フリー4位となる171.63点を獲得。トータルスコア244.69点獲得で6位と、ショートプログラムから順位を上げた。
四大陸選手権は補欠での選出であったが、代表に決まっていた宇野昌磨が海外拠点となったことを受けて出場を辞退したため、繰り上げで二年連続の四大陸選手権出場が決定した。
二年連続での出場となった四大陸選手権では、ショートプログラムにて4回転トウループ-3回転トウループのコンビネーションジャンプを成功。続く4回転サルコウも加点付きで成功。後半の3回転アクセルの着氷で若干堪えはしたものの、大きなミスなくまとめ、88.22点を獲得。目標としていた90点台には届かなかったものの、自己ベストを更新して、7位スタートとなる。フリースケーティングでは、冒頭の4回転トウループを成功させて、4回転サルコウ-2回転トウループのコンビネーションジャンプを高い加点付きで成功させる。演技後半の4回転サルコウが2回転になったものの、3回転アクセルからの三連続のコンビネーションジャンプを成功させて、フリー自己ベストとなる162.83点を獲得。トータルでも目標としていた250点を超える251.05点を獲得、自己ベストを更新して7位に入った。
シーズン最終戦となるプランタン杯に出場予定であったが、新型コロナウイルスの影響により派遣中止となった。

#### 2020-21シーズン
新型コロナウイルスの影響で、制限付きで開催されることとなったグランプリシリーズでは、第六戦に当たるNHK杯（非公認大会）に出場。ショートプログラムでは、冒頭の4回転トウループからのコンビネーションジャンプでは着氷が乱れたが、単独の4回転サルコウと演技後半の3回転アクセルを成功させて83.27点を獲得。鍵山優真に次いで2位につける。フリースケーティングでは、コンビネーションジャンプの予定であった4回転トウループが単独の2回転となる。続く4回転サルコウに2回転トウループをつけてリカバリーをするも、2回目の4回転サルコウで着氷が乱れる。演技後半の三連続のコンビネーションジャンプの3回転アクセルが1回転となるなどジャンプにミスが続き、143.35点獲得と得点を伸ばせず、トータル226.62点にとどまり、2位となった。
全日本選手権では、ショートプログラムにて4回転トウループ-3回転トウループのコンビネーションジャンプを着氷させるも、4回転サルコウで転倒。演技後半の3回転アクセルをGOE2点以上の出来栄えで成功させるが、ジャンプでの転倒が響き81.72点で7位発進となる。フリースケーティングでは、冒頭の4回転トウループの着氷が乱れ、続く4回転サルコウが2回転となる。4回転サルコウ-2回転トウループは詰まりながらも着氷させるが、演技後半の3回転アクセルで転倒。スピン・ステップでのレベルの取りこぼしもあり得点が伸びず、141.44点で8位。トータル223.16点で6位で終えた。

#### 2021-22シーズン
グランプリシリーズ初戦は、第三戦のイタリア杯に出場。冒頭の4回転トウループからの連続ジャンプは、着氷後の間隔はやや空いたもののセカンドジャンプの2回転につなげた。
続く4回転サルコウは着氷が乱れたが耐え、最後は3回転アクセルを決め、83.61点で6位スタートとなった。フリースケーティングでは、冒頭三回の4回転ジャンプを立て続けに成功させるも、後半のジャンプが乱れ、フライングシットスピンが0点になるミスがあり、自己ベストに僅かに及ばない161.20点獲得で5位。トータル245.11点獲得で6位となった。
グランプリシリーズ二戦目は、ロステレコム杯に出場。ショートプログラムでは、冒頭の4回転トウループ-3回転トウループの連続ジャンプを着氷。4回転サルコウ、最後の3回転アクセルも着氷させ、すべてのジャンプで加点を貰うなど得点を伸ばし、自己ベストを7点以上更新する95.81点を獲得して首位発進。フリースケーティングでは、冒頭の4回転トウループ-3回転トウループのコンビネーションジャンプを成功。続く4回転サルコウは回転不足となり着氷が乱れたが、その後の4回転トウループを高い加点付きで成功。演技後半、3回転アクセルからの三連続のコンビネーションジャンプで着氷が乱れ、その後の3回転アクセルで転倒するミスはあったものの、スピン・ステップではレベル4を獲得し、フリー自己ベストとなる168.38点を獲得。トータルでも自己ベストを更新する264.19点獲得で3位に入り、ISU公認のグランプリシリーズでは2018年のロステレコム杯以来3年ぶりとなる表彰台に上がった。
全日本選手権では、ショートプログラムにて4回転トウループ-3回転トウループのセカンドジャンプが2回転になり、続く4回転サルコウの着氷が乱れるも、後半の3回転アクセルはGOE2点以上の評価で成功。ステップ・スピンでは最高評価のレベル4を獲得。87.79点で7位スタートとなる。
フリースケーティングでは、冒頭の4回転トウループからのコンビネーションジャンプを成功させると、続く4回転サルコウと単独の4回転トウループを高い加点で成功。3回転アクセルからの三連続ジャンプにミスはあったものの、スピンすべてでレベル4を獲得。ISU非公認ながらも自己ベストを上回る175.88点で5位となり、トータル263.67点で5位と順位を上げた。
全日本選手権の成績により、四大陸選手権の代表に選出。四大陸選手権では、ショートプログラムにて4回転トウループ-3回転トウループのコンビネーションジャンプを成功させて勢いに乗ると、単独の4回転サルコウと演技後半の3回転アクセルをGOE2点以上の出来栄えで成功、すべてのスピンでレベル4を獲得。ロステレコム杯でマークした自己ベストを1.29点更新する演技をみせて2位となる

。フリースケーティングでは、冒頭の4回転トウループのコンビネーションジャンプで、4回転ジャンプの軸が斜めになり着氷が乱れる。4回転サルコウをGOE3点以上の出来栄えで成功させるも、続く単独の4回転トウループで転倒。その後は演技を立て直し、演技後半の3回転アクセルからの三連続ジャンプを成功させて、単独の3回転アクセルも高い加点で成功。演技最後のコレオシークエンスでは、軽快な動きで会場を盛り上げ、ISU公認自己ベストとなる171.89点を獲得。トータルでも268.99点で自己ベストを更新。ISUチャンピオンシップで初の表彰台となる銀メダルを獲得した。
世界選手権は補欠二番手だったが、代表に選出されていた羽生結弦が右足首の捻挫により欠場、補欠一番手の三浦佳生も左大腿四頭筋肉離れのため棄権を発表。前回出場した2018年世界選手権同様に繰り上げによる二回目の世界選手権出場が決まった
。
世界選手権では、ショートプログラムにて冒頭の4回転トウループ-3回転トウループのコンビネーションジャンプを加点3点以上の高い出来栄えで成功。続く4回転サルコウ、演技後半の3回転アクセルも高い加点で成功させて、スピンすべてでレベル4を獲得。自己ベストを4点以上更新して101.12点を獲得。自身初の大台となる100点台に乗せて3位につけた。
表彰台を目指して臨んだフリースケーティングでは、冒頭の4回転トウループ-3回転トウループのコンビネーションジャンプのセカンドジャンプの着氷が乱れ、続く4回転サルコウで転倒。単独の4回転トウループは成功させるも、演技後半の3回転アクセルからの三連続ジャンプで三本目のジャンプで着氷が乱れ、単独の3回転アクセルでもバランスを崩して手をついてしまうなど、ジャンプでのミスが重なる。ステップとスピンでは最高評価のレベル4を揃えるも、ジャンプでのミスが響きフリーは8位となる168.25点、トータルでは自己ベストを更新する269.37点を獲得するも6位にとどまり、表彰台には届かなかった
。
しかし、演技最後のコレオシークエンスではGOE満点評価2.5点のところ、5人のジャッジが満点をつける、出場全選手中トップとなる2.29点を獲得するなど観客を魅了。本人も『まだまだ表彰台に届く選手じゃない、今後メダルを取るためにもっと練習を積まないとならない』と語っており、今後の飛躍を誓った。
世界選手権の成績により、グランプリシリーズのシード選手となったため、特別強化選手に指定された。

#### 2022-23シーズン
シード選手として臨むグランプリシリーズは、第三戦にあたるフランスグランプリと、第五戦にあたるNHK杯に出場予定であることが発表された。
国内試合出場を経て、国際試合初戦はネーベルホルン杯に出場。ショートプログラムでは、冒頭の4回転トウループで転倒してコンビネーションジャンプに繋げられず、続く4回転サルコウも転倒。演技後半の3回転アクセルでも着氷が乱れる。演技構成点では全体の3位をマークするものの、3本すべてのジャンプの失敗が響き、64.97点で11位と出遅れる。
巻き返しをかけて臨んだフリースケーティングでは、冒頭の4回転トウループからのコンビネーションジャンプのセカンドジャンプの着氷が乱れ、続く4回転サルコウは回転不足で転倒、単独の4回転トウループも転倒、3回転アクセルでも着氷が乱れる。演技後半に2つのコンビネーションジャンプを決めて、フリースケーティング3位となる145.80点を獲得。トータルでは4位とショートプログラムから順位を上げるものの、自己ベストには50点以上及ばず、今後に課題が残る演技となった。
グランプリシリーズ初戦は、フランスグランプリに出場。ショートプログラムでは、コンビネーションジャンプを予定していた4回転トウループで着氷が乱れるが、4回転サルコウに2回転トウループをつけてリカバリー、スピン・ステップすべてでレベル4を獲得し、89.46点獲得で2位に着ける。
フリースケーティングでは、冒頭の4回転トウループからのコンビネーションジャンプのセカンドジャンプが2回転となるが着氷。しかし、続く4回転サルコウの着氷で手を着いてしまい、単独の4回転トウループでも着氷が乱れる。演技後半の3回転アクセルからの三連続コンビネーションジャンプで、最後の3回転サルコウが4分の1回転不足との判定を受け、3回転フリップからのコンビネーションジャンプでも着氷が乱れる。最後のジャンプである3回転アクセルでも回転が抜けてしまい、ジャンプ7本中6本が減点となる。スピンとステップでは最高難度のレベル4を獲得するも、フリースケーティング4位となる159.31点獲得に留まる。トータルでは248.77点獲得で3位と表彰台に上がったが思うように得点を伸ばせず、友野本人も『メダルが懸かった中でのフリーはまだまだ難しさがあり、結果にも悔しさがある』と語った。
グランプリシリーズ二戦目は、グランプリファイナル進出を賭けて、NHK杯に出場。ショートプログラムでは、冒頭の4回転トウループ-3回転トウループのコンビネーションジャンプを成功させる。続く4回転サルコウは転倒となるが、演技後半の3回転アクセルを決めて85.07点獲得で4位に着ける。フリースケーティングでは、4回転トウループ-3回転トウループのコンビネーションジャンプを成功させるが、続く4回転サルコウが2回転となり、4回転トウループで転倒。演技後半の3回転アクセルからの三連続ジャンプや単独の3回転アクセルを成功させて、スピン・ステップでレベル4を獲得するも、166.76点獲得に留まる。『こうもり』の軽快な曲に合わせた演技を見せてシーズンベストは更新するものの、前半のジャンプのミスが響き、表彰台にあと一歩届かずに4位となった。グランプリファイナル進出とはならなかったが、NHK杯後のインタビューにて『足りないのは自信であり、自分の弱さではなく強さと向き合っていきたい』と語っており、年末の全日本選手権へ向けて、前向きな思考で臨んでいくことを誓った。
全日本選手権では、ショートプログラムにて、コンビネーションジャンプを予定していた4回転トウループで転倒するものの、続く4回転サルコウに2回転トウループをつけてリカバリーに成功。演技後半の3回転アクセルも2点以上の高い加点で成功させる。スピンでレベルの取りこぼしはあったものの、集中した演技を見せて85.43点獲得で4位に着ける。
フリースケーティングでは、冒頭の4回転トウループ-3回転トウループのコンビネーションジャンプを成功させるが、続く単独の4回転トウループの回転が抜けてしまい2回転となり、4回転サルコウでも着氷が乱れる。その後は演技を立て直し、演技後半の2つのコンビネーションジャンプ含むすべてのジャンプを成功させて、スピンすべてでレベル4を獲得。演技終盤のコレオシークエンスでは会場を沸かし、フリースケーティング4位となる165.41点を獲得。トータル250.84点獲得で3位となり、出場10回目で初めて表彰台に上がった。
全日本選手権の成績により、2023年世界選手権の代表に選出された。強い気持ちで『脱・代打』を掲げて臨んだ全日本選手権で表彰台に上がり、世界選手権自身初の正代表での選出となった。
国内大会出場での調整を経て、世界選手権に出場。ショートプログラムでは、冒頭の4回転トウループ-3回転トウループのコンビネーションジャンプを加点3点以上の出来栄えで成功。続く4回転サルコウで転倒するも、演技後半の3回転アクセルを成功させる。スピンでのレベルの取りこぼしはあったものの、レベル4を獲得したステップシークエンスでは、9人中7人のジャッジが満点をつける全選手中1位のGOEを獲得するなど観客を沸かし、92.68点を獲得。目標としていた100点の大台には届かなかったが、シーズンベストを更新して7位に着ける。フリースケーティングでは、冒頭の4回転トウループ-2回転トウループを着氷。続く4回転トウループで転倒するものの、前半残り2つのジャンプである、4回転サルコウと3回転ループを成功させる。演技後半の3回転アクセルからの三連続ジャンプでは、3回転サルコウで4分の1回転不足との判定を受けるが、続く3回転フリップ-2回転アクセルのジャンプシークエンス、単独の3回転アクセルを成功。友野の代名詞であるコレオシークエンスでは会場の観客を魅了、スタンディングオベーションに包まれる演技を披露し、フリースケーティング自己ベスト更新となる180.73点を獲得。トータルでも自己ベストを更新する273.41点を獲得して6位に入った。優勝した宇野昌磨とともに、翌年の世界選手権の出場枠最大「3」の維持に貢献した。
世界選手権終了後、シーズン最終戦となる世界国別対抗戦のメンバーに選出されたことが発表された。初出場となる友野は、優勝したWBC日本代表の活躍でスポーツの素晴らしさを感じたといい、WBC日本代表同様に「日本中を盛り上げられる試合が出来たら」と語り、国際試合で初めてとなる団体戦での活躍を誓った。
国別対抗戦では、ショートプログラムにて冒頭の4回転トウループ-3回転トウループのコンビネーションジャンプをGOE3.12点を引き出す出来栄えで成功させるも、続く4回転サルコウが回転不足となり転倒。演技後半の3回転アクセルでも若干着氷が詰まりGOE1.03点の加点に留まる。スピンすべてでレベル4を獲得するも得点を伸ばせず89.36点獲得で7位となる。
フリースケーティングでは、冒頭の4回転トウループ-2回転トウループのコンビネーションジャンプと単独の4回転トウループを成功。続く4回転サルコウは両足着氷となり回転不足の判定を受ける。演技後半の3回転アクセルからの三連続ジャンプを成功させるも、3回転フリップで着氷が乱れて2回転アクセルに繋げられず、単独の3回転アクセルは回転が抜けて1回転となる。スピン・ステップではレベル4を揃え、コレオシークエンスでは会場を沸かすも、演技後半でのジャンプのミスが響き、世界選手権で更新した自己ベストには大きく及ばず、164.55点獲得で9位となった。
世界選手権後にアイスショーに出演するなど調整が難しかったが、その中でも安定した力を発揮することが必要であることを認識、手応えと課題の両方を得たシーズンだったと語り、来シーズンに向けて自身の基礎力の向上を誓った。
世界選手権の成績により、グランプリシリーズのシードを獲得。令和5年度の特別強化選手に指定された。

#### 2023-24シーズン
グランプリシリーズは、第二戦のスケートカナダと、第四戦の中国杯に出場することが発表された。友野本人としては、第三戦のフランスグランプリと、地元大阪で開催されるNHK杯を希望していたが、二戦とも山本草太と同じ大会に出場することが決まった。
国際試合初戦は、チャレンジャーシリーズネーベルホルン杯に出場。ショートプログラムでは、冒頭の4回転トウループ-2回転トウループのコンビネーションジャンプを成功させる。続く4回転サルコウも成功させて、演技後半の3回転アクセルも高い加点で成功させる。スピンすべてでレベル4を獲得し、昨季のシーズンベストを超える93.55点獲得で2位に着ける。
フリースケーティングでは、冒頭の4回転トウループ-2回転トウループのコンビネーションジャンプ、単独の4回転トウループを成功させる。続く4回転サルコウの回転が抜けて2回転となるが、演技後半の3回転アクセルからの三連続ジャンプ、3回転フリップ-2回転アクセルのジャンプシークエンス、単独の3回転アクセルを成功させる。スピンとステップではすべてレベル4を獲得。演技構成点では全体の1位となる得点を獲得し、フリースケーティング2位となる172.23点を獲得。トータル265.78点獲得で2位と表彰台に上がった。
国際試合二試合目は、フリースケーティングのみで実施される団体戦、ジャパンオープンに出場。5番滑走で登場した友野は、コンビネーションジャンプを予定していた冒頭の4回転トウループにて着氷が乱れるが、続く4回転トウループに2回戦トウループをつけてリカバリーに成功。演技後半の3回転アクセルからの三連続ジャンプと、3回転フリップ-2回転アクセルのジャンプシークエンスを成功させる。ジャンプでのミスやスピンでのレベルの取りこぼしはあったものの演技をまとめて、ISU非公認ながらシーズン初戦のネーベルホルン杯を上回る、個人成績で2位となる177.72点を獲得。日本チームの優勝に貢献した。
グランプリシリーズ初戦は、スケートカナダに出場。ショートプログラムでは、コンビネーションジャンプを予定していた4回転トウループの着氷が乱れて単独となったが、4回転サルコウに2回転トウループをつけてリカバリーするも、4回転サルコウが4分の1回転不足との判定を受ける。演技後半の3回転アクセルを加点2点以上で成功させるが、ステップシークエンスでの転倒もあり、得点を伸ばせず81.63点獲得で3位となる。
フリースケーティングでは、冒頭の4回転トウループ-2回転トウループのコンビネーションジャンプと、単独の4回転トウループで着氷が乱れる。続く4回転サルコウが4分の1回転不足との判定を受け、演技後半の3回転アクセルからの三連続ジャンプでも、3回転アクセルが回転不足との判定を受ける。その後は演技をまとめて、スピンはすべてでレベル4を獲得。しかし、転倒こそないものの、ジャンプ7本中4本で減点を受けるミスが響き、フリー4位となる163.49点獲得に留まる。トータルでは245.12点獲得で4位と、3位と0.89点差で表彰台を逃した。
グランプリシリーズ二戦目は、中国杯に出場。ショートプログラムでは、4回転トウループ-2回転トウループのコンビネーションジャンプ成功するも、続く4回転サルコウで着氷が乱れて転倒となる。演技後半の3回転アクセルでも着氷が乱れ、スピンでのレベルの取りこぼしもあり得点を伸ばせず、80.50点獲得で6位と出遅れる。
フリースケーティングでは、冒頭の4回転トウループ-2回転トウループのコンビネーションジャンプを成功。続く単独の4回転トウループも加点2.71の出来栄えで成功させる。続く4回転サルコウが2回転となり、演技後半の3回転アクセルからの三連続ジャンプの3回転サルコウで着氷が乱れるものの、大崩れせずに演技をまとめて、フリースケーティング4位となる171.45点を獲得。トータル251.95点獲得で4位となった。表彰台は逃したものの、友野本人の調子は上がってきており、シーズン後半に向けて全力を注ぎこむ決意であることを語った。
2024年1月29日・30日、北海道苫小牧市・nepiaアイスアリーナで行われた第78回国民スポーツ大会冬季大会に出場。ショートプログラムは68.49点の6位だったが、フリーでは全日本でできなかった冒頭の4回転-3回転の連続トウループをしっかり成功させ出来栄え3.48点を引き出すと、続く単発の4回転トウループも成功。4回転サルコーは着氷が乱れたが、その後は大きなミスなくまとめ、トップの184.14点をマークし、合計252.63点で逆転優勝を飾った。

#### 2024-25シーズン
第一住建グループと所属契約。

## 技術・演技
6種類の3回転ジャンプと、トウループ・サルコウの2種類の4回転ジャンプを跳ぶことが出来る。なお練習では4回転ループも成功している。
グランプリファイナル進出と世界選手権での表彰台を目指し、サルコウ以外の複数の4回転ジャンプの習得を目指していたが、2019-20年シーズンより本格的にプログラム構成に組み込んだ4回転トウループは、国内大会のげんさんサマーカップにて試合で初めて成功させた。北京オリンピックに向けて4回転ループにも取り組み、プログラム構成の難度を上げることにも言及していた。練習では4回転ループ習得に向けて取り組んでおり、2020年四大陸選手権の公式練習で着氷させている。試合で勝つためには4回転の種類を増やすことが必須になり、自身も次の段階に進まなければならないため、覚悟を持ってスケートと向き合っていくと語っている。2023年世界選手権後には、改めてループを含む新たな複数の4回転ジャンプ習得を目指す考えであることを示した。
豊富な練習量により、フリースケーティング後半になってもスピードを落とさずに安定した演技を保つことが出来る。スピンでのレベルの取りこぼしが少ない選手であり、2018年世界選手権ではショートプログラム・フリースケーティングともに全てのスピンでレベル4を獲得している。
課題であったステップも、2019年スケートアメリカではショートプログラム・フリースケーティングともに、レベル4を獲得している。
2023年世界選手権のショートプログラムでは、9人中7人のジャッジが満点をつける、出場全選手中1位の評価を受けている。
出来栄え点のみで評価をされるコレオシークエンスでは、世界トップクラスの評価を受けており、2022年世界選手権では出場全選手中1位の得点を獲得している。
観客を引き込む表現力に定評があり、”浪速のエンターテイナー””氷上のエンターテイナー”との異名がある。踊れるスケーターとしてエキシビションやアイスショーでは、ユーモアあるパフォーマンスで会場を盛り上げている。
憧れの髙橋大輔からは、「演技が観客を置いてけぼりにしない」と評されている。

## 代替出場での成績
- 2016年世界ジュニア選手権 - ショートプログラム、フリースケーティング、総合得点にて自己ベスト更新（山本草太の代替出場）
- 2017年NHK杯 - ショートプログラム、総合得点にて自己ベスト更新（村上大介の代替出場）
- 2018年世界選手権 - ショートプログラム、フリースケーティング、総合得点にて自己ベスト更新（羽生結弦、無良崇人の代替出場）
- 2020年四大陸選手権 - ショートプログラム、フリースケーティング、総合得点にて自己ベスト更新（宇野昌磨の代替出場）

- 2022年世界選手権 - ショートプログラム、総合得点にて自己ベスト更新（羽生結弦、三浦佳生の代替出場）

## 競技成績

### ISUパーソナルベストスコア
- SP - ショートプログラム、FS - フリースケーティング
- TSS - 部門内合計得点（英: Total segment score）は太字
- TES - 技術要素点（英: Technical element score）、PCS - 演技構成点（英: Program component score）

| 部門 | 種類 | 得点   | 大会             |
| ---- | ---- | ------ | ---------------- |
| 総合 | TSS  | 273.41 | 2023年世界選手権 |
| SP   | TSS  | 101.12 | 2022年世界選手権 |
| SP   | TES  | 57.38  | 2022年世界選手権 |
| SP   | PCS  | 43.74  | 2022年世界選手権 |
| FS   | TSS  | 180.73 | 2023年世界選手権 |
| FS   | TES  | 93.86  | 2023年世界選手権 |
| FS   | PCS  | 87.87  | 2023年世界選手権 |

| 部門 | 種類 | 得点   | 大会             |
| ---- | ---- | ------ | ---------------- |
| 総合 | TSS  | 256.11 | 2018年世界選手権 |
| SP   | TSS  | 82.61  | 2018年世界選手権 |
| SP   | TES  | 46.07  | 2018年世界選手権 |
| SP   | PCS  | 36.54  | 2018年世界選手権 |
| FS   | TSS  | 173.50 | 2018年世界選手権 |
| FS   | TES  | 94.40  | 2018年世界選手権 |
| FS   | PCS  | 79.10  | 2018年世界選手権 |

### 主な戦績
- GP - ISUグランプリシリーズ
- CS - ISUチャレンジャーシリーズ

| 大会名                       | 2013–14 | 2014–15 | 2015–16 | 2016–17 | 2017–18 | 2018–19 | 2019–20 | 2020–21 | 2021–22 | 2022–23   | 2023–24 | 2024–25 | 2025–26 |
| ---------------------------- | ------- | ------- | ------- | ------- | ------- | ------- | ------- | ------- | ------- | --------- | ------- | ------- | ------- |
| 世界選手権                   |         |         |         |         | 5位     |         |         |         | 6位     | 6位       |         |         |         |
| 四大陸選手権                 |         |         |         |         |         | 12位    | 7位     |         | 2位     |           |         | 4位     |         |
| GP NHK杯                     |         |         |         |         | 7位     |         |         | 2位     |         | 4位       |         |         |         |
| GP 中国杯                    |         |         |         |         |         |         |         |         |         |           | 4位     |         |         |
| GP フランス杯                |         |         |         |         |         |         |         |         |         | 3位       |         | 5位     |         |
| GP スケートカナダ            |         |         |         |         |         | 9位     |         |         |         |           | 4位     |         | TBD     |
| GP スケートアメリカ          |         |         |         |         |         |         | 5位     |         |         |           |         |         | TBD     |
| GP フィンランディア杯        |         |         |         |         |         |         |         |         |         |           |         | 6位     |         |
| GP ロステレコム杯            |         |         |         |         |         | 3位     | 8位     |         | 3位     |           |         |         |         |
| GP イタリア杯                |         |         |         |         |         |         |         |         | 6位     |           |         |         |         |
| CS USクラシック              |         |         |         |         | 5位     |         |         |         |         |           |         |         |         |
| CS ロンバルディア杯          |         |         |         |         |         | 5位     | 7位     |         |         |           |         |         |         |
| CS ネーベルホルン杯          |         |         |         |         |         |         |         |         |         |           | 2位     |         |         |
| チャレンジカップ             |         |         |         |         |         |         |         |         |         |           | 3位     |         |         |
| 冬季ユニバーシティーゲームズ |         |         |         |         |         | 6位     |         |         |         |           |         |         |         |
| プランタン杯                 |         |         |         |         | 2位     |         | 中止    |         | 1位     |           |         |         |         |
| 全日本選手権                 | 20位    | 18位    | 16位    | 5位     | 4位     | 4位     | 6位     | 6位     | 5位     | 3位       | 6位     | 5位     |         |
| 世界国別対抗戦               |         |         |         |         |         |         |         |         |         | 3位 (7位) |         |         |         |
| ジャパンオープン             |         |         |         |         |         |         |         |         |         |           | 1位     |         |         |

- JGP - ISUジュニアグランプリシリーズ
- J - ジュニアクラス
- N - ノービスクラス、A - ノービスAクラス、B - ノービスBクラス

| 大会名               | 2008–09 | 2009–10 | 2010–11 | 2011–12 | 2012–13 | 2013–14 | 2014–15 | 2015–16 | 2016–17 |
| -------------------- | ------- | ------- | ------- | ------- | ------- | ------- | ------- | ------- | ------- |
| 世界ジュニア選手権   |         |         |         |         |         |         |         | 15位    | 9位     |
| JGP リュブリャナ杯   |         |         |         |         |         |         |         |         | 3位     |
| JGP 横浜杯           |         |         |         |         |         |         |         |         | 4位     |
| JGP リガ杯           |         |         |         |         |         |         |         | 13位    |         |
| チャレンジカップ     |         |         |         |         |         | 2位 J   |         |         |         |
| アジアフィギュア杯   |         |         |         | 7位 J   |         |         |         |         |         |
| プランタン杯         |         |         |         |         |         |         | 2位 J   |         |         |
| 全日本ジュニア選手権 |         |         | 15位    | 9位     | 10位    | 6位     | 4位     | 2位     | 1位     |
| 全日本ノービス選手権 | 6位 B   | 13位 A  | 3位 A   |         |         |         |         |         |         |

### 詳細
- パーソナルベストは太字で表示

| 2024-2025 シーズン    |                                                        |         |          |          |
| 開催日                | 大会名                                                 | SP      | FS       | 結果     |
| 2025年2月18日 - 23日  | 2025年四大陸フィギュアスケート選手権（ソウル）         | 3 79.84 | 4 162.24 | 4 242.08 |
| 2024年12月19日 - 22日 | 第93回全日本フィギュアスケート選手権（門真）           | 3 89.72 | 8 144.23 | 5 233.95 |
| 2024年11月15日 - 17日 | ISUグランプリシリーズ フィンランディア杯（ヘルシンキ） | 2 90.78 | 7 147.63 | 6 238.41 |
| 2024年11月1日 - 3日   | ISUグランプリシリーズ フランスグランプリ（アンジェ）   | 3 83.45 | 6 148.03 | 5 231.48 |

| 2023-2024 シーズン    |                                                                  |         |          |          |
| 開催日                | 大会名                                                           | SP      | FS       | 結果     |
| 2024年2月22日 - 25日  | 2024年チャレンジカップ（ティルブルフ）                           | 3 84.74 | 3 166.87 | 3 251.61 |
| 2023年12月20日 - 24日 | 第92回全日本フィギュアスケート選手権（長野）                     | 6 86.88 | 5 184.64 | 6 271.52 |
| 2023年11月10日 - 12日 | ISUグランプリシリーズ 中国杯（重慶）                             | 6 80.50 | 4 171.45 | 4 251.95 |
| 2023年10月27日 - 29日 | ISUグランプリシリーズ スケートカナダ（バンクーバー）             | 3 81.63 | 4 163.49 | 4 245.12 |
| 2023年10月7日         | 2023年ジャパンオープン（さいたま）                               | -       | 2 177.72 | 1 団体   |
| 2023年9月20日 - 23日  | ISUチャレンジャーシリーズ ネーベルホルン杯（オーベルストドルフ） | 2 93.55 | 2 172.23 | 2 265.78 |

| 2022-2023 シーズン    |                                                                  |          |          |                 |
| 開催日                | 大会名                                                           | SP       | FS       | 結果            |
| 2023年4月13日 - 16日  | 2023年世界フィギュアスケート国別対抗戦（東京）                   | 7 89.36  | 9 164.55 | 3 団体 (253.91) |
| 2023年3月20日 - 26日  | 2023年世界フィギュアスケート選手権（さいたま）                   | 7 92.68  | 6 180.73 | 6 273.41        |
| 2022年12月21日 - 25日 | 第91回全日本フィギュアスケート選手権（門真）                     | 4 85.43  | 4 165.41 | 3 250.84        |
| 2022年11月18日 - 20日 | ISUグランプリシリーズ NHK杯（札幌）                              | 4 85.07  | 3 166.76 | 4 251.83        |
| 2022年11月4日 - 6日   | ISUグランプリシリーズ フランスグランプリ（アンジェ）             | 2 89.46  | 4 159.31 | 3 248.77        |
| 2022年9月21日 - 24日  | ISUチャレンジャーシリーズ ネーベルホルン杯（オーベルストドルフ） | 11 64.97 | 3 145.80 | 4 210.77        |

| 2021-2022 シーズン    |                                                  |          |          |          |
| 開催日                | 大会名                                           | SP       | FS       | 結果     |
| 2022年3月21日 - 27日  | 2022年世界フィギュアスケート選手権（モンペリエ） | 3 101.12 | 8 168.25 | 6 269.37 |
| 2022年3月18日 - 20日  | 2022年プランタン杯（ルクセンブルク）             | 1 77.76  | 1 150.24 | 1 228.00 |
| 2022年1月18日 - 23日  | 2022年四大陸フィギュアスケート選手権（タリン）   | 2 97.10  | 2 171.89 | 2 268.99 |
| 2021年12月22日 - 26日 | 第90回全日本フィギュアスケート選手権（さいたま） | 7 87.79  | 5 175.88 | 5 263.67 |
| 2021年11月26日 - 28日 | ISUグランプリシリーズ ロステレコム杯（ソチ）     | 1 95.81  | 5 168.38 | 3 264.19 |
| 2021年11月4日 - 7日   | ISUグランプリシリーズイタリア杯（トリノ）        | 5 83.91  | 6 161.20 | 6 245.11 |

| 2020-2021 シーズン    |                                              |         |          |          |
| 開催日                | 大会名                                       | SP      | FS       | 結果     |
| 2020年12月24日 - 27日 | 第89回全日本フィギュアスケート選手権（長野） | 7 81.72 | 8 141.44 | 6 223.16 |
| 2020年11月27日 - 29日 | ISUグランプリシリーズNHK杯（大阪）           | 2 83.27 | 3 143.35 | 2 226.62 |

| 2019-2020 シーズン    |                                                        |          |          |          |
| 開催日                | 大会名                                                 | SP       | FS       | 結果     |
| 2020年3月13日 - 15日  | 2020年プランタン杯（ルクセンブルク）                   |          |          | 中止     |
| 2020年2月4日 - 9日    | 2020年四大陸フィギュアスケート選手権（ソウル）         | 7 88.22  | 7 162.83 | 7 251.05 |
| 2019年12月19日 - 22日 | 第88回全日本フィギュアスケート選手権（東京）           | 11 73.06 | 4 171.63 | 6 244.69 |
| 2019年11月15日 - 17日 | ISUグランプリシリーズ ロステレコム杯（モスクワ）       | 7 80.98  | 7 156.56 | 8 237.54 |
| 2019年10月18日 - 20日 | ISUグランプリシリーズ スケートアメリカ（ラスベガス）   | 8 75.01  | 4 154.71 | 5 229.72 |
| 2019年9月13日 - 15日  | ISUチャレンジャーシリーズ ロンバルディア杯（ベルガモ） | 11 61.69 | 6 141.39 | 7 203.08 |

| 2018-2019 シーズン    |                                                                |          |           |           |
| 開催日                | 大会名                                                         | SP       | FS        | 結果      |
| 2019年3月6日 - 9日    | 第29回ユニバーシアード冬季競技大会（クラスノヤルスク）         | 7 81.16  | 6 151.75  | 6 232.91  |
| 2019年2月4日 - 10日   | 2019年四大陸フィギュアスケート選手権（アナハイム）             | 12 74.16 | 12 132.25 | 12 206.41 |
| 2018年12月20日 - 24日 | 第87回全日本フィギュアスケート選手権（門真）                   | 7 73.09  | 3 154.37  | 4 227.46  |
| 2018年11月16日 - 18日 | ISUグランプリシリーズ ロステレコム杯（モスクワ）               | 4 82.26  | 3 156.47  | 3 238.73  |
| 2018年10月26日 - 28日 | ISUグランプリシリーズ スケートカナダ（ラヴァル）               | 8 81.63  | 10 139.20 | 9 220.83  |
| 2018年9月12日 - 16日  | ISUチャレンジャーシリーズ ロンバルディアトロフィー（ベルガモ） | 5 75.47  | 5 141.27  | 5 216.74  |

| 2017-2018 シーズン    |                                                                               |          |          |          |
| 開催日                | 大会名                                                                        | SP       | FS       | 結果     |
| 2018年3月19日 - 25日  | 2018年世界フィギュアスケート選手権（ミラノ）                                  | 11 82.61 | 3 173.50 | 5 256.11 |
| 2018年3月16日 - 18日  | 2018年プランタン杯（ルクセンブルク）                                          | 3 74.11  | 1 153.73 | 2 227.84 |
| 2017年12月20日 - 24日 | 第86回全日本フィギュアスケート選手権（調布）                                  | 5 78.16  | 5 153.05 | 4 231.21 |
| 2017年11月10日 - 12日 | ISUグランプリシリーズNHK杯（大阪）                                            | 6 79.88  | 7 152.05 | 7 231.93 |
| 2017年9月13日 - 17日  | ISUチャレンジャーシリーズUSインターナショナルクラシック（ソルトレイクシティ） | 8 69.88  | 5 155.42 | 5 225.30 |

| 2016-2017 シーズン    |                                                      |          |          |          |
| 開催日                | 大会名                                               | SP       | FS       | 結果     |
| 2017年3月13日 - 19日  | 2017年世界ジュニアフィギュアスケート選手権（台北）   | 14 68.12 | 7 143.16 | 9 211.28 |
| 2016年12月22日 - 25日 | 第85回全日本フィギュアスケート選手権（門真）         | 6 67.63  | 5 148.92 | 5 216.55 |
| 2016年11月18日 - 20日 | 第85回全日本フィギュアスケートジュニア選手権（札幌） | 1 71.77  | 1 136.08 | 1 207.85 |
| 2016年9月21日 - 24日  | ISUジュニアグランプリ リュブリャナ杯（リュブリャナ） | 5 68.96  | 3 133.61 | 3 202.57 |
| 2016年9月9日 - 11日   | ISUジュニアグランプリ 横浜（横浜）                   | 6 66.47  | 3 145.57 | 4 212.04 |

| 2015-2016 シーズン    |                                                            |          |           |           |
| 開催日                | 大会名                                                     | SP       | FS        | 結果      |
| 2016年3月14日 - 20日  | 2016年世界ジュニアフィギュアスケート選手権（デブレツェン） | 20 58.33 | 12 121.28 | 15 179.61 |
| 2015年12月24日 - 27日 | 第84回全日本フィギュアスケート選手権（札幌）               | 12 62.51 | 17 111.21 | 16 173.72 |
| 2015年11月21日 - 23日 | 第84回全日本フィギュアスケートジュニア選手権（ひたちなか） | 3 63.53  | 3 119.66  | 2 183.19  |
| 2015年8月26日 - 30日  | ISUジュニアグランプリ リガ杯（リガ）                       | 11 51.78 | 13 96.15  | 13 147.93 |

| 2014-2015 シーズン    |                                                       |          |          |           |
| 開催日                | 大会名                                                | SP       | FS       | 結果      |
| 2015年3月13日 - 15日  | 2015年プランタン杯 ジュニアクラス（ルクセンブルク市） | 2 48.46  | 1 108.69 | 2 157.15  |
| 2014年12月25日 - 28日 | 第83回全日本フィギュアスケート選手権（長野）          | 20 51.38 | 18 99.97 | 18 151.35 |
| 2014年11月22日 - 24日 | 第83回全日本フィギュアスケートジュニア選手権（新潟）  | 4 58.38  | 4 118.85 | 4 177.23  |

| 2013-2014 シーズン    |                                                        |          |           |           |
| 開催日                | 大会名                                                 | SP       | FS        | 結果      |
| 2014年3月6日 - 9日    | 2014年チャレンジカップ ジュニアクラス（ハーグ）        | 5 51.72  | 2 107.28  | 2 159.00  |
| 2013年12月20日 - 23日 | 第82回全日本フィギュアスケート選手権（さいたま）       | 20 47.98 | 17 107.32 | 20 155.30 |
| 2012年11月22日 - 24日 | 第82回全日本フィギュアスケートジュニア選手権（名古屋） | 7 53.88  | 5 111.87  | 6 165.75  |

| 2012-2013 シーズン    |                                                        |          |          |           |
| 開催日                | 大会名                                                 | SP       | FS       | 結果      |
| 2012年11月17日 - 18日 | 第81回全日本フィギュアスケートジュニア選手権（西東京） | 20 40.91 | 7 103.99 | 10 144.90 |

| 2011-2012 シーズン    |                                                      |          |         |          |
| 開催日                | 大会名                                               | SP       | FS      | 結果     |
| 2011年11月25日 - 27日 | 第80回全日本フィギュアスケートジュニア選手権（八戸） | 11 43.47 | 9 97.63 | 9 141.10 |
| 2011年8月22日 - 26日  | 2011年アジアフィギュア杯 ジュニアクラス（東莞）      | 6 36.49  | 7 79.03 | 7 115.52 |

| 2010-2011 シーズン    |                                                              |          |          |           |
| 開催日                | 大会名                                                       | SP       | FS       | 結果      |
| 2010年11月26日 - 28日 | 第79回全日本フィギュアスケートジュニア選手権 （ひたちなか）  | 12 45.44 | 15 82.11 | 15 127.55 |
| 2010年10月29日 - 31日 | 第14回全日本フィギュアスケートノービス選手権 Aクラス（千葉） |          | 3 76.48  | 3 76.48   |

| 2009-2010 シーズン    |                                                              |    |          |          |
| 開催日                | 大会名                                                       | SP | FS       | 結果     |
| 2009年10月23日 - 25日 | 第13回全日本フィギュアスケートノービス選手権 Aクラス（八戸） |    | 13 51.19 | 13 51.19 |

| 2008-2009 シーズン  |                                                              |    |         |         |
| 開催日              | 大会名                                                       | SP | FS      | 結果    |
| 2008年11月8日 - 9日 | 第12回全日本フィギュアスケートノービス選手権 Bクラス（八戸） |    | 6 47.73 | 6 47.73 |

## プログラム使用曲
| シーズン  | SP | FS | EX |
| --------- | --- | --- | --- |
| 2025-2026 | That's It (I'm Crazy) 曲：ソフィー・タッカー 振付：シェイ＝リーン・ボーン                                          | Halston 作曲：ステファン・モッキオ 振付：ミーシャ・ジー | |
| 2024-2025 | Tshegue Muanapoto 曲：Tshegue 振付：シェイ＝リーン・ボーン                                                         | Butterfly MOVEMENT 11’ I NEED YOU 曲：ジョン・バティステ 振付：ローリー・ニコル                                                                                    | Don’t Fall in Love 曲：Wake Child 振付：村元哉中映画『ライフ・イズ・ビューティフル』より 振付：ミーシャ・ジー |
| 2023-2024 | Underground 作曲：コーディ・フライ 振付：ジェフリー・バトル                                                        | Halston 作曲：ステファン・モッキオ 振付：ミーシャ・ジー | Jazz Machine 曲：Black Machine 振付：キャシー・リード |
| 2022-2023 | 『Happy Jazz』 Real Gone 演奏：サム・テイラー Happy 曲：C2C 振付：ミーシャ・ジー                                   | オペレッタ『こうもり』より 序曲 作曲：ヨハン・シュトラウス2世 振付：ミーシャ・ジー                                                                                 | What’s My Name？ - Day 2 Mix 曲：MIYAVI 振付：佐藤操 |
| 2021-2022 | 映画『ニュー・シネマ・パラダイス』より 作曲：エンニオ・モリコーネ 演奏：川井郁子 振付：ミーシャ・ジー              | 映画『ラ・ラ・ランド』より Epilogue Summer Montage/Madeline City of Stars Another Day of Sun 作曲：ジャスティン・ハーウィッツ 振付：ミーシャ・ジー                 | ビルズ 曲：ランチマネー・ルイス 振付：友野一希、杉田由香子 |
| 2020-2021 | クローマ - The Hardest Button to Button - 作曲：ジョビー・タルボット、ジャック・ホワイトⅢ 振付：フィリップ・ミルズ | 映画『ムーラン・ルージュ』より アセンション/ネイチャー・ボーイ 作曲：エデン・アーベ ロクサーヌのタンゴ 作曲：ポリス 振付：ミーシャ・ジー                           | Freaks 作曲：ティモシー・ジュード・スミス他 演奏：Timmy Trumpet & Savage 振付：佐藤操 |
| 2019-2020 | クローマ - The Hardest Button to Button - 作曲：ジョビー・タルボット、ジャック・ホワイトⅢ 振付：フィリップ・ミルズ | 映画『ムーラン・ルージュ』より アセンション/ネイチャー・ボーイ 作曲：エデン・アーベ ロクサーヌのタンゴ 作曲：ポリス 振付：ミーシャ・ジー                           | Freaks 作曲：ティモシー・ジュード・スミス他 演奏：Timmy Trumpet & Savage 振付：佐藤操 |
| 2018-2019 | 映画『ニュー・シネマ・パラダイス』より 作曲：エンニオ・モリコーネ 演奏：川井郁子 振付：ミーシャ・ジー              | 『リバーダンス』より Reel Around The Sun Caoineadh Chú Chulainn Riverdance 作曲：ビル・ウィーラン 振付：佐藤操                                                     | ダフト・パンクメドレー ボーカル：ペンタトニックス 振付：佐藤操 |
| 2017-2018 | ツィゴイネルワイゼン 作曲：パブロ・デ・サラサーテ 演奏：葉加瀬太郎 振付：佐藤操                                    | 映画『ウエスト・サイド物語』より 作曲：レナード・バーンスタイン 振付：佐藤操                                                                                       | 交響詩『パリのアメリカ人』 作曲：ジョージ・ガーシュウィン 振付：佐藤操 |
| 2016-2017 | 交響曲第5番 作曲：ルートヴィヒ・ヴァン・ベートーヴェン The Fifth 演奏：デイヴィッド・ギャレット 振付：佐藤操       | 交響詩『パリのアメリカ人』 作曲：ジョージ・ガーシュウィン 振付：佐藤操                                                                                             | 犬のおまわりさんの運命 作曲：ルートヴィヒ・ヴァン・ベートーヴェン、大中恩 編曲：杉浦哲郎 演奏：スギテツWe Are the Champions クイーン 作詞・作曲：フレディ・マーキュリー映画『燃えよドラゴン』より 作曲：ラロ・シフリン |
| 2015-2016 | JAPANESE DOLL 作曲：大沢みずほ 津軽三味線とオーケストラのための“絃魂” 作曲：和田薫 振付：高橋忠之、佐藤操          | 映画『デーヴダース』より ボーカル：アリア・ショウカット 映画『ムトゥ 踊るマハラジャ』より 作曲：A・R・ラフマーン 振付：佐藤操                                      | 映画『燃えよドラゴン』より 作曲：ラロ・シフリン |
| 2014-2015 | JAPANESE DOLL 作曲：大沢みずほ 津軽三味線とオーケストラのための“絃魂” 作曲：和田薫 振付：高橋忠之、佐藤操          | Diablo Rojo 作曲：ロドリーゴ・イ・ガブリエーラ 天国への階段 作曲：ジミー・ペイジ、ロバート・プラント 演奏：ロドリーゴ・イ・ガブリエーラ 振付：平池大人、杉田由香子 | |
| 2013-2014 | Spybreak! 作曲：アレックス・ギフォード 演奏：プロペラヘッズ                                                        | Diablo Rojo 作曲：ロドリーゴ・イ・ガブリエーラ 天国への階段 作曲：ジミー・ペイジ、ロバート・プラント 演奏：ロドリーゴ・イ・ガブリエーラ 振付：平池大人、杉田由香子 | ピンク・パンサー |
| 2012-2013 | Spybreak! 作曲：アレックス・ギフォード 演奏：プロペラヘッズ                                                        | 映画『Mr.インクレディブル』より 作曲：マイケル・ジアッチーノ | |
| 2011-2012 | 交響曲第5BURN『炎のベートーベン』 作曲：ルートヴィヒ・ヴァン・ベートーヴェン 演奏：クライズラー&カンパニー         | 映画『Mr.インクレディブル』より 作曲：マイケル・ジアッチーノ | |
| 2010-2011 | 交響曲第5BURN『炎のベートーベン』 作曲：ルートヴィヒ・ヴァン・ベートーヴェン 演奏：クライズラー&カンパニー         | 交響曲第5BURN『炎のベートーベン』 作曲：ルートヴィヒ・ヴァン・ベートーヴェン 演奏：クライズラー&カンパニー                                                         | |

## 関連活動

### アイスショー出演
- スターズ・オン・アイス
  - 『STARS ON ICE JAPAN TOUR 2023』
    - 横浜公演（2023年4月6日 - 9日、横浜アリーナ）
    - 奥州公演（2023年4月3日 - 5日、奥州市総合体育館）
    - 大阪公演（2023年3月30日 - 4月1日、東和薬品RACTABドーム）

  - 『STARS ON ICE JAPAN TOUR 2022』
    - 八戸公演（2022年4月15日 - 17日、フラット八戸）※開催中止[注 3][222]
    - 東京公演（2022年4月8日 - 10日、国立代々木競技場第一体育館）[222]
    - 大阪公演（2022年4月2日 - 4日、東和薬品RACTABドーム）[223][222]

  - 『STARS ON ICE JAPAN TOUR 2021』
    - 八戸公演（2021年4月28日 - 30日、フラット八戸）[224]
    - 横浜公演（2021年4月22日 - 25日、横浜アリーナ）[224]

  - 『STARS ON ICE JAPAN TOUR 2017』
    - 横浜公演（2017年1月13日 - 15日、横浜アリーナ）[225]

- ファンタジー・オン・アイス
  - 『Fantasy on Ice 2024』
    - 静岡公演（2024年6月22日 - 23日、エコパアリーナ）
    - 神戸公演（2024年6月15日 - 16日、ワールド記念ホール）

  - 『Fantasy on Ice 2023』
    - 宮城公演（2023年6月2日 - 4日、セキスイハイムスーパーアリーナ）[226]
    - 幕張公演（2023年5月26日 - 28日、幕張イベントホール）[227]

  - 『Fantasy on Ice 2025』
    - 幕張公演（2025年5月31日 - 6月1日、幕張イベントホール）[228]

- THE ICE
  - 『THE ICE 2023』
    - 盛岡公演（2023年8月2日 - 4日、盛岡タカヤアリーナ）
    - 大阪公演（2023年7月29日 - 30日、丸善インテックアリーナ大阪）
    - 日光公演（2023年7月25日 - 27日、日光霧降アイスアリーナ）
    - 愛知公演（2023年7月22日 - 23日、愛・地球博記念公園アイススケート場）

  - 『THE ICE 2022』
    - 大阪公演（2022年7月30日 - 31日、丸善インテックアリーナ大阪）
    - 新潟公演（2022年7月26日 - 28日、MGC三菱ガス化学 アイスアリーナ）
    - 愛知公演（2022年7月23日 - 24日、愛・地球博記念公園アイススケート場）

  - 『THE ICE 2021』
    - 愛知公演（2021年7月31日 - 8月1日、愛・地球博記念公園アイススケート場）[229]

  - 『THE ICE 2018』
    - 愛知公演（2018年8月4日 - 5日、愛・地球博記念公園アイススケート場）
    - 大阪公演（2018年7月28日 - 29日、丸善インテックアリーナ大阪）

- プリンスアイスワールド
  - 『A NEW PROGRESS〜BROADWAY CLASSICS〜』
    - 横浜公演（2023年4月29日 - 5月5日、KOSÉ新横浜スケートセンター）[注 4]

  - 『「Brand New StoryⅢ」〜Our Compass〜』
    - 東京公演（2022年7月15日 - 18日、ダイドードリンコアイスアリーナ）[231]
    - 横浜公演（2022年4月29日 - 5月5日、KOSÉ新横浜スケートセンター）[232]

  - 『「Brand New Story Ⅱ」〜Moving On!〜』
    - 東京公演（2022年2月25日 - 27日、ダイドードリンコアイスアリーナ）[233]
    - 横浜公演（2021年5月1日 - 5日、KOSÉ新横浜スケートセンター）

  - 『「Brand New Story」』
    - 東京公演（2019年7月19日 - 22日、ダイドードリンコアイスアリーナ）[注 5]
    - 横浜公演（2019年4月27日 - 5月5日、KOSÉ新横浜スケートセンター）[注 6]
- 氷艶
  - 『氷艶2024ー十字星のキセキー』（2024年6月8日 - 11日、横浜アリーナ）

- ワンピース・オン・アイス
  - 『〜エピソード・オブ・アラバスタ〜』 - コーザ役[236][237][238]
    - 東京公演（2024年9月7日 - 8日、LaLa arena TOKYO-BAY）
    - 名古屋公演（2023年9月2日 - 3日、ドルフィンズアリーナ）
    - 横浜公演（2023年8月11日 - 13日、KOSÉ新横浜スケートセンター）
- ドリーム・オン・アイス
  - 『Dreams on Ice 2023』
    - 横浜公演（2023年6月30日 - 7月2日、KOSÉ新横浜スケートセンター）[239]

  - 『Dreams on Ice 2022』
    - 横浜公演（2022年7月1日 - 3日、KOSÉ新横浜スケートセンター）

  - 『Dreams on Ice 2021』
    - 横浜公演（2021年7月9日 - 11日、KOSÉ新横浜スケートセンター）

- カーニバル・オン・アイス
  - 『Carnival on Ice 2023』（2023年10月7日、さいたまスーパーアリーナ）
  - 『Carnival on Ice 2021』（2021年10月2日 - 3日、さいたまスーパーアリーナ）[240]

- アイスエクスプロージョン
  - 『ICE EXPLOSION 2023 in福岡』（2023年5月12日 - 14日、オーヴィジョンアイスアリーナ福岡）
  - 『ICE EXPLOSION 2023』（2023年1月6日 - 9日、KOSÉ新横浜スケートセンター）[241]

- 滑走屋
  - 『滑走屋 』（2024年2月10日 - 12日、オーヴィジョンアイスアリーナ福岡）

- 名古屋フィギュアスケートフェスティバル
  - 『2023年名古屋フィギュアスケートフェスティバル』（2023年1月4日、日本ガイシアリーナ）[242]
  - 『2022年名古屋フィギュアスケートフェスティバル』（2022年1月4日、日本ガイシアリーナ）[243]
  - 『2021年名古屋フィギュアスケートフェスティバル』（2021年1月4日、日本ガイシアリーナ）[243]
  - 『2020年名古屋フィギュアスケートフェスティバル』（2020年1月4日、日本ガイシアリーナ）[243]

### 雑誌連載
- non-no web - フィギュアスケーター友野一希連載【 #トモノのモノ語り。】(集英社 、2022年6月15日 - ) [244][44]
- SAUNA BROS.WEB - 友野一希「スケートときどきサウナ」（東京ニュース通信社、2022年9月15日 - ）[42][245][246][247][248]

### 新聞連載
- 毎日新聞デジタル - 友野一希「素直に 笑顔に 幸せに」（毎日新聞社、2022年9月13日 - ） [249]

## スポンサーシップ・アドバイザリー・サポート契約
- セントラルスポーツ株式会社（2018年 - 2022年）
- SEV（2019年 - 2021年）[250][251]
- 泉州工機株式会社（2022年 - ）[7]
- 株式会社コラントッテ（2023年 - ）[252]
- 株式会社HDフラワーホールディングス（2023年 - ）[8]
- 株式会社第一住建ホールディングス（2023年 - ）[9][10]